# وغورلوداغ
وغورلوداغ (به ترکی استانبولی: Uğurludağ) یک منطقهٔ مسکونی در ترکیه است که در استان چوروم واقع شده‌است.